# Athaumasta
Athaumasta là một chi bướm đêm thuộc họ Noctuidae.